# استان تومسک

استان تومسک در نقشهٔ روسیه.

استان تومسک (به روسی: То́мская о́бласть، تلفظ: تومسکایا اُبلاست) یکی از واحدهای فدرالی کشور روسیه است.
مرکز آن شهر تومسک است.
جمعیت این استان ۱٬۰۴۶٬۰۳۹ نفر است و در جنوب شرقی دشت سیبری غربی واقع شده‌است.
بیشتر مناطق این استان بخاطر انبوهی جنگل‌های تایگا و وجود مرداب‌ها غیرقابل دسترسی هستند.
این استان از نظر ذخایر نفت و گاز منطقه‌ای غنی است.

## رودخانه‌ها

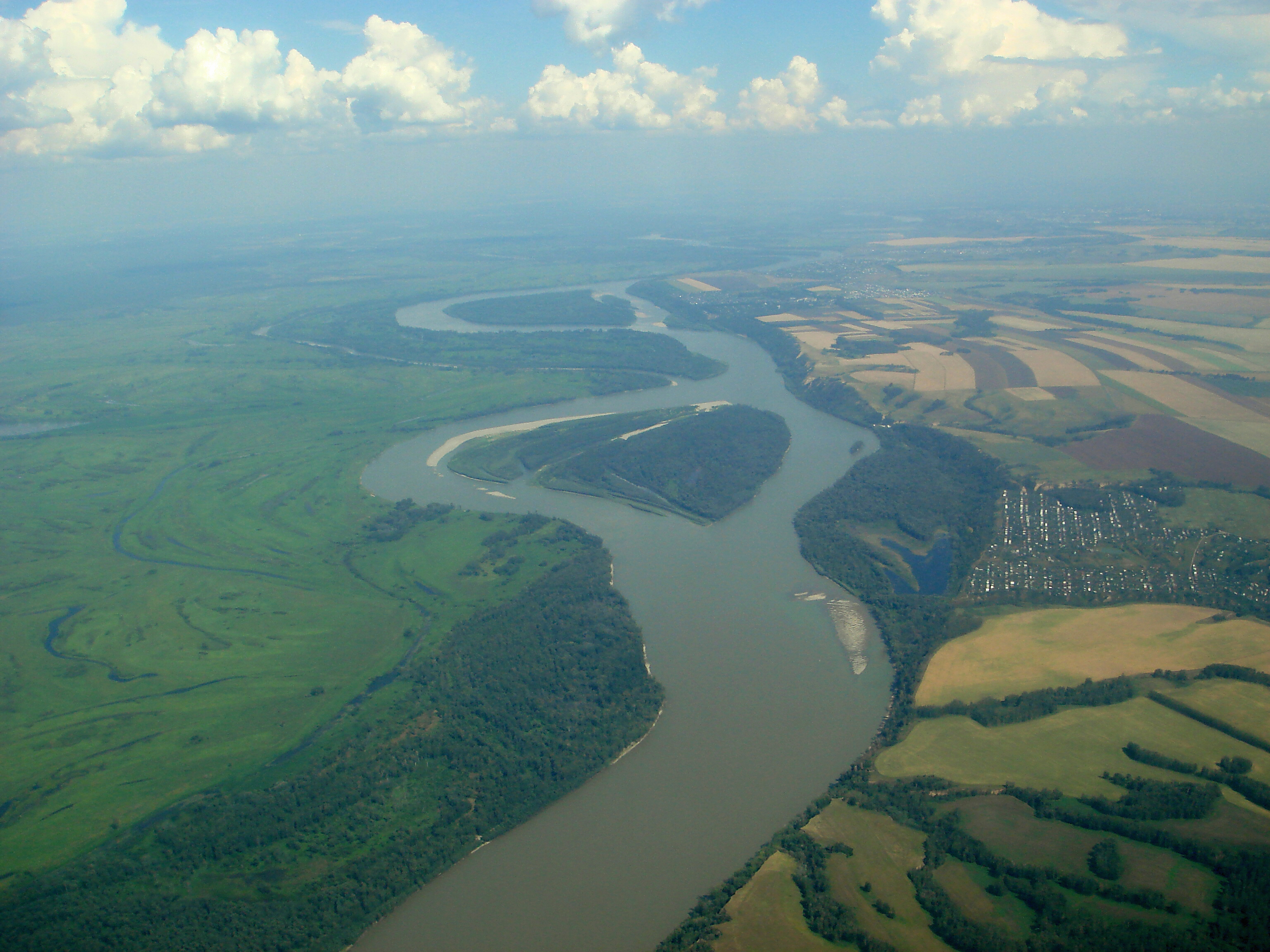

- اُب (Обь)
  - توم (Томь)
  - چولیم (Чулым)
  - چایا (Чая)
  - کت (Кеть)
  - پارابل (Парабель)
  - واسیوگان (Васюган)
  - تیم (Тым)